# Batrachedra capnospila
Batrachedra capnospila là một loài bướm đêm thuộc họ Blastobasidae. Nó được tìm thấy ở Úc.